# محمد كنو
محمد إبراهيم عبدالله كنو (مواليد 22 سبتمبر 1994) لاعب كرة قدم سعودي. يلعب في مركز الوسط مع نادي الهلال والمنتخب السعودي. وهو شقيق اللاعب عبد الله كنو.

## مسيرته الكروية

### الاتفاق
لعب محمد كنو لنادي الاتفاق السعودي من 2013–2017 ، هبط الاتفاق في عام 2014 إلى دوري الدرجة الأولى السعودي. وفي عام 2016، ساعد كنو النادي للعودة إلى الدوري السعودي للمحترفين. ومن ثم لعب معهم موسم واحد في دوري المحترفين السعودي وبعدها غادر النادي في 2017.

### الهلال
في 3 يوليو 2017، انتقل كنو إلى الهلال بعقد لمدة خمس سنوات. واستطاع تحقيق لقب الدوري في أول موسم له مع النادي العاصمي.

## مسيرته الدولية
- في يونيو عام 2018، تم اختيار كنّو وضمه إلى التشكيلة النهائية للمنتخب السعودي والمُشاركة بمونديال كأس العالم 2018 في روسيا.[8]
- شارك ضمن التشكيلة الأساسية للمنتخب السعودي الأول في كأس العالم 2022 في قطر.[9]

## الإحصائيات

### مع النادي
آخر تحديث 12 أبريل 2018.
| النادي   | الموسم   | الدوري السعودي | الدوري السعودي | كأس ولي العهد | كأس ولي العهد | كأس الملك | كأس الملك | كأس السوبر | كأس السوبر | آسيا   | آسيا    | المجموع | المجموع |
| النادي   | الموسم   | الظهور         | الأهداف        | الظهور        | الأهداف       | الظهور    | الأهداف   | الظهور     | الأهداف    | الظهور | الأهداف | الظهور  | الأهداف |
| -------- | -------- | -------------- | -------------- | ------------- | ------------- | --------- | --------- | ---------- | ---------- | ------ | ------- | ------- | ------- |
| الاتفاق  |          |                |                |               |               |           |           |            |            |        |         |         |         |
| 2016–17  | 19       | 3              | 1              | 0             | 1             | 0         | –         | –          | –          | –      | 21      | 3       |         |
| الهلال   | 2017–18  | 15             | 0              | غ/م           | غ/م           | غ/م       | غ/م       | غ/م        | غ/م        | غ/م    | غ/م     | 15      | 0       |
| الإجمالي | الإجمالي | 34             | 3              | 1             | 0             | 1         | 0         | 0          | 0          | 0      | 0       | 36      | 3       |

### مع المنتخب
اعتباراً من 14 يونيو 2018
| المنتخب السعودي | المنتخب السعودي | المنتخب السعودي |
| السنة           | الظهور          | الأهداف         |
| --------------- | --------------- | --------------- |
| 2017            | 2               | 0               |
| 2018            | 4               | 1               |
| المجموع         | 6               | 1               |

### أهدافه الدولية
اعتباراً من 15 مايو 2018
| #  | التاريخ      | المكان                            | الخصم   | الهدف | النتيجة | المنافسة |
| -- | ------------ | --------------------------------- | ------- | ----- | ------- | -------- |
| 1. | 15 مايو 2018 | ملعب لا كارتوخا، إشبيلية، إسبانيا | اليونان | 2–0   | 2–0     | ودية     |

## الانجازات
- الدوري السعودي للمحترفين: 2016–17، 2017–18، 2019-2020، 2020–21
- كأس خادم الحرمين الشريفين: 2019-20
- كأس السوبر السعودي: 2018
- دوري أبطال آسيا: 2019.
- أفضل لاعب سعودي لعام 2018-2019.[11]

## وصلات خارجية
- محمد كنو على موقع الاتحاد الدولي (مؤرشف)  (الإنجليزية)
- محمد كنو على موقع قاعدة بيانات كرة القدم.إي يو (الإنجليزية)
- محمد كنو على موقع ناشيونال فوتبول تيمز (الإنجليزية)
- محمد كنو على موقع Soccerway.com (الإنجليزية)
- محمد كنو على موقع عالم كرة القدم.نت (الإنجليزية)
- محمد كنو على soccerway
- محمد كنو على scoresway
- محمد كنو في موقع المنتخب السعودي لكرة القدم